# Strusowie z Podlasia
Strusowie (Strussowie) – ród szlachecki herbu Podkowa i Krzyż (Jastrzębiec) w historycznej ziemi drohickiej.

## Historia

Herb Jastrzębiec

Najstarsza wzmianka o tej rodzinie pochodzi z 1468 roku za panowania Kazimierza IV Jagiellończyka, w której to wzmiance: „szlachetni synowie nieżyjącego Wita ze Strussów posiadają po swoim ojcu dziedzictwo w Strussach oraz dzierżą je tak jak ojciec i spełniają z niego posługi należne władcy”. Wydaje się, że ów Wit był najstarszym znanym przedstawicielem rodu w ziemi drohickiej. Brak wcześniejszych źródeł historycznych nie pozwala jednoznacznie określić skąd pierwszy Strus (Struss) przybył na Podlasie i założył gniazdo rodowe Strussy (dziś Strusy w pow. siedleckim).
Według rodzinnej legendy przytoczonej przez badacza regionalnego Edwarda Podniesińskiego protoplastą rodziny miał być Niemiec z Bawarii o nazwisku Straus, który otrzymał nadanie ziemskie jeszcze w XIV wieku od księcia mazowieckiego Janusza Starszego, dożywotnio władającego Podlasiem w latach 1390-1429. Jednak niezależnie od korzeni Strusowie są staropolskim rodem szlacheckim co najmniej od 600 lat.
Najstarszym zachowanym dokumentem świadczącym o przynależności herbowej jest Deductio Nobilitatis Ostrówek z 1608 roku, w którym wymienia się godło rodu, Podkowę y Krzyż. Wprawdzie część polskich herbów również zawiera elementy podkowy i krzyża („ućwieczony” na podkowie lub ułamany), ale tylko Jastrzębiec charakteryzuje się wizerunkiem odwróconej podkowy z krzyżem kawalerskim w środku bez żadnych innych dodatków (na błękitnej tarczy). Jednakże ośmiu Strusów zostało przez urząd Heroldii Królestwa Polskiego w latach 1841–1857 zapisanych do Ksiąg Szlacheckich w guberni augustowskiej i guberni lubelskiej z herbem Korczak, którym pieczętowała się rodzina Strusiów (Strusów) z Podola.
Wskutek koligacji z innymi szlacheckimi rodami, tudzież zakupem ziemi poza gniazdem rodowym, Strusowie rozprzestrzenili się po wielu parafiach ziemi drohickiej i szerszego Podlasia, a zdaniem niektórych badaczy genealogii za sprawą Feliksa Strussa de Popławy zawędrowali około 1600 roku również do ziemi łukowskiej w północnej części dzisiejszego województwa lubelskiego.